# Пулемёты Гаранина
Пулемёты Гаранина — опытные советские единые пулемёты участвовавшие в конкурсе на универсальный пулемёт для Вооружённых сил СССР наряду с Пулемётом Калашникова и ТКБ-521. Разрабатывался конструктором Георгием Гараниным в ОКБ-575. Имел два варианта: на полусвободном затворе, представленный в 1957 году и на отводе газов из канала ствола, представленного в 1960 году. В батальонном варианте к пулемету придавался треножный станок конструкции Маркова. Патронная лента к первому варианту с полусвободным затвором была с прямым досыланием патрона, что делало невозможным использование патронных лент от СГМ. Второй вариант, с жёстким запиранием на два боевых упора поворотного затвора, использовал стандартные ленты. 24 июля 1960 года Госкомитет по оборонной технике принял решение закрыть дальнейшую доработку Пулемёта Гаранина в виду его конструктивных недостатков.